# 김정도
한준서(1982년 6월 14일 ~ )은 대한민국의 배우이다.

## 연기 활동

### 드라마
- 2009년 MBC 드라마넷 토요드라마 《하자전담반 제로》 - 형석 역
- 2009년 KBS2 월화드라마 《남자 이야기》 - 재룡 역
- 2012년 MBC 수목드라마 《더킹 투하츠》 - 경호원 역
- 2012년 MBC 일일연속극 《그대 없인 못살아》 - 장선생 역
- 2012년 MBC 일일연속극 《오자룡이 간다》 - 광수 역
- 2013년 MBC 일일연속극 《오로라 공주》 - 박사공 역